# グレゴール・コベル
- グレゴール・コーベル

グレゴール・コベル（Gregor Kobel, 1997年12月6日 - ）は、スイス・チューリッヒ出身のサッカー選手。スイス代表。ブンデスリーガ・ボルシア・ドルトムント所属。ポジションはGK。

## 経歴

### クラブ
ユース時代は地元チューリッヒのクラブでプレー。2013年に2009年にグラスホッパー・チューリッヒのBチームに昇格。
2014年に1899ホッフェンハイムに移籍した。2019年1月にFCアウクスブルクへシーズン終了まで期限付き移籍。
2019年6月、VfBシュトゥットガルトへ1年間の期限付き移籍をした。
2020年7月28日、VfBシュトゥットガルトへ完全移籍。2024年6月までの4年契約を結んだ。
2021年5月31日、ボルシア・ドルトムントと5年契約を締結したことが発表された。加入後は、昨季の守護神であるロマン・ビュルキや第2GKのマルヴィン・ヒッツを差し置いて開幕スタメンを奪取。以降もスタメンを確保している。

### 代表
2021年6月11日から開幕したUEFA EURO 2020では初めは26名のスイス代表メンバーに選出されていなかったが、6月13日に負傷したヨナス・オムリンに代わってメンバーに選出された。
2021年9月1日、ザンクト・ヤコブ・パルクで行われたギリシャ代表との親善試合で先発し代表初出場。試合も2-1で勝利した。

## 代表歴

### 出場大会
- スイス代表
  - 2022 FIFAワールドカップ
  - UEFA EURO 2024

### 試合数
- 国際Aマッチ 5試合 0得点（2021年-）[6]

| スイス代表 | 国際Aマッチ | 国際Aマッチ |
| 年         | 出場        | 得点        |
| ---------- | ----------- | ----------- |
| 2021       | 1           | 0           |
| 2022       | 3           | 0           |
| 2023       | 1           | 0           |
| 2024       |             |             |
| 通算       | 5           | 0           |